# Шарипов, Умеджон
Умеджон Шарипов (тадж. Умедҷон Шарипов; 4 сентября 1992 года; Таджикистан) — таджикистанский футболист, полузащитник. С 2013 года также выступает за национальную сборную Таджикистана. Выступал за молодёжную сборную своей страны.

## Карьера
Умеджон Шарипов обучался футболу в ДЮСШ Курган-Тюбе. Позднее начал играть за молодёжную команду курган-тюбинского клуба «Вахш». Выступал за данный клуб до 2012 года, а в том году перешёл в душанбинский «Истиклол». Выступал за «Истиклол» до начала 2016 года, а потом вернулся в родной «Вахш». В начале 2017 года подписал однолетний контракт с узбекистанским клубом «Машъал» из города Мубарек.
С 2012 года выступал за молодёжную сборную Таджикистана. В августе 2013 года впервые был вызван в национальную сборную Таджикистана, в мачте против сборной Индии. Попал в заявку сборной но не играл на поле. В 2014 году Шарипов два раза был вызван в сборную своей страны в матчах против сборных Эстонии и Белоруссии, но снова тренерами не был выпущен на поле и оставался на скамейке запасных. Свой дебютный матч за сборную сыграл в июне 2015 года в матче против сборной Бангладеш. В последующие годы также регулярно вызывается в сборную Таджикистана.

## Достижения
- Чемпион Таджикистана: 2014, 2015
- Серебряный призёр чемпионата Таджикистана: 2013
- Бронзовый призёр чемпионата Таджикистана: 2012
- Обладатель Кубка Таджикистана: 2013, 2014, 2015
- Финалист Кубка Таджикистана: 2012
- Обладатель Суперкубка Таджикистана: 2014, 2015